# I Don't Remember (Powderfinger)
I Don't Remember è un singolo del gruppo musicale australiano Powderfinger, pubblicato nel 2007 ed estratto dall'album Dream Days at the Hotel Existence.

## Tracce
- CD

1. I Don't Remember
2. Who Really Cares (Featuring the Sound of Insanity) (live at Brisbane Powerhouse)
3. My Kind of Scene (live at Brisbane Powerhouse)

- Download digitale (iTunes)

1. I Don't Remember
2. Black Tears (Live) – (early release exclusive)

## Video
Il videoclip della canzone è stato realizzato dalla Fifty Fifty Films.
Esso è inizialmente ambientato su uno scuolabus e mostra alcuni bambini che giocano e lanciano oggetti; tra di loro un ragazzino seleziona il brano I Don't Remember sul proprio lettore musicale e chiude gli occhi. A quel punto sogna un concerto scolastico per una band chiamata Littlefinger, una parodia questa dei Powderfinger, di cui è il cantante Bernie, parodia del frontman Bernard Fanning. La band e il pubblico sono composti da studenti delle scuole elementari. Si vedono bambini che offrono un latte al cioccolato chiamato Smilo, una versione del Milo; ed una troupe televisiva per il canale Channel [Z] con il giornalista Su-Mi. Questa è una parodia di Yumi Stynes, una conduttrice della stazione musicale australiana Channel V. La fine della clip mostra che si trattava di un sogno fatto dallo studente, che interpretava il cantante dei Littlefinger.

## Formazione
- Bernard Fanning – chitarra, voce
- John Collins – basso
- Ian Haug – chitarra
- Jon Coghill – batteria
- Darren Middleton – chitarra
- Benmont Tench – piano, tastiera